# Dirk Verbeuren
Dirk Verbeuren (Antuérpia, 8 de janeiro de 1975) é um baterista belga e atual baterista do Megadeth, entre outros projetos. Anteriormente, ele foi membro da banda sueca de death metal melódico Soilwork.
Verbeuren gravou cinco álbuns e um DVD/Blu-ray ao vivo com o Soilwork, e se apresentou na Europa, Estados Unidos, Canadá, Japão, Austrália, Rússia e China como atração principal entre o início de 2004 e julho de 2016. Em 2016, Verbeuren deixou o Soilwork para se juntar ao Megadeth como membro em tempo integral. Com o Megadeth, Verbeuren gravou o álbum The Sick, the Dying... and the Dead!, lançado em setembro de 2022.

## Biografia
Verbeuren nasceu em Antuérpia, na Bélgica. Ele começou seu treinamento musical na escola primária com o violino, que tocou com proficiência por sete anos. Aos 13 anos, sua família se mudou para Paris, França, onde estudou piano e guitarra elétrica.

## Carreira

### Scarve
Verbeuren começou sua carreira musical na banda que co-fundou chamada Scarve, em outubro de 1993. Gravou quatro álbuns completos e fez uma grande turnê pela Europa em apoio a bandas como Meshuggah e Nile.

### Soilwork
Em 2004, Verbeuren se juntou à banda de death metal sueca Soilwork, com quem gravou e excursionou pelo mundo por doze anos. Ele também conseguiu encontrar tempo para gravar e/ou se apresentar com uma multidão de artistas consagrados, incluindo Danzig, Testament, Sasami Ashworth, Devin Townsend, Fredrik Thordendal, At The Gates e Satyricon.

### Megadeth
Enquanto o Megadeth estava sem um baterista fixo, o lugar era ocupado por Chris Adler, que faz parte da banda Lamb of God. Adler participou do álbum Dystopia e do começo da turnê de divulgação do disco, mas por problemas de agenda, ele não poderia continuar trabalhando com as duas bandas por mais tempo. Com isso, Adler indicou Dirk Verbeuren como seu substituto.
Em 14 de julho de 2016, após fazer shows com a banda em maio, foi oficializado como o novo baterista do grupo. Ele agradeceu pela chegada:
| “ | Dave, David e Kiko, agradeço as boas vindas. Fico emocionado com a oportunidade de tocar com vocês. Chris Adler, obrigado por me apresentar ao Megadeth, além de todo o apoio | ” |

Em setembro de 2022, Verbeuren gravou seu primeiro álbum com a banda: The Sick, the Dying... and the Dead!, onde teve algumas composições.

## Influências
Verbeuren tem muitas influências no mundo musical, como elas sendo Prince, Dave Lombardo, Sean Reinert, Chad Smith, Pete Sandoval, Napalm Death, Godflesh, Beastie Boys, Björk e muitos outros.

## Discografia

### Scarve
- Six Tears Of Sorrow (1998)
- Translucence (2000)
- Luminiferous (2002)
- Irradiant (2004)
- The Undercurrent (2007)

### Soilwork
- Stabbing the Drama (2005)
- Sworn to a Great Divide (2007)
- The Panic Broadcast (2010)
- The Living Infinite (2013)
- The Ride Majestic (2015)

### Aborted
- Goremageddon: The Saw and the Carnage Done (2003)

### Devin Townsend Porject
- Deconstruction (2011)

### Megadeth
- The Sick, the Dying... and the Dead! (2022)